# Roman Lazarevich Karmen
Roman Lazarevič Karmen (tiếng Nga: Роман Лазаревич Кармен) (16 tháng 11 năm 1906 Odessa – 28 tháng 4 năm 1978 Moskva) là một nhà quay phim và đạo diễn phim Xô viết - một trong những hình tượng có tính ảnh hưởng trong quá trình sản xuất phim tài liệu; mặc dù tính ảnh hưởng tuyên truyền của phim còn phải xem xét, ông có thể được coi là Leni Riefenstahl của Liên Xô, dù so sánh không có tính tuyệt đối.

## Tuyên truyền cho Cộng sản
Karmen là một người tin tưởng tuyệt đối với chủ nghĩa Cộng sản, đi khắp nơi để ghi hình Nội chiến Tây Ban Nha, các trận đánh tại Moskva và Leningrad trong Thế chiến II, chiến tranh Đông Dương lần I, sự vươn lên của chủ nghĩa Cộng sản tại Đông Nam Á những năm 1950 và Nam Mỹ những năm 1960.
Karmen cũng được phép tiếp xúc trực tiếp với các nhà lãnh đạo Cộng sản có tầm ảnh hưởng lớn như Mao Trạch Đông của Trung Quốc, Hồ Chí Minh của Việt Nam, Fidel Castro của Cuba, và Chủ tịch Anh hùng Chủ nghĩa xã hội Chile Salvador Allende.

## Tranh cãi
Phương pháp quay hình của Karmen đều có ảnh hưởng và tranh cãi; kỹ thuật nắm bắt khoảnh khắc thời chiến nổi tiếng, sự lặp lại các khung hình trong bộ phim đã trở thành đặc trưng của ông, nhưng ông thường xóa nhòa ranh giới của Cinéma vérité bằng cách tái diễn trong phim những trận đánh quyết định, trong đó có Trận Leningrad (Ленинград в борьбе, 1942), chiến thắng của Việt Minh trong chiến dịch Điện Biên Phủ (Việt Nam, 1955), sự đổ bộ của quân Cách mạng Cuba năm 1956 do Fidel Castro đứng đầu, tái hiện bộ phim dưới góc nhìn của người thứ nhất.

## Phim
- 1939: Испания (Spain), về Nội chiến Tây Ban Nha
- 1942: Ленинград в борьбе
- 1945: Берлин (Berlin), về Trận Berlin
- 1946: Суд народов
- 1953: Повесть о нефтяниках Каспия
- 1955: Вьетнам (Việt Nam), về Chiến dịch Điện Biên Phủ
- 1956: Утро Индии
- 1958: Широка страна мояa...
- 1959: Покорители моря
- 1961: Пылающий остров
- 1965: Великая отечественная
- 1967: Гренада, Гренада, Гренада моя...
- 1969: Товарищ Берлин
- 1972: Пылающий континент